# جایزه سینمایی ام‌تی‌وی برای مطلوب‌ترین مرد
در اینجا فهرست برندگان و نامزدهای جایزه فیلم ام‌تی‌وی برای مطلوب‌ترین مرد آورده شده‌است. این جایزه به‌همراه همتایش مطلوب‌ترین زن، آخرین بار در سال ۱۹۹۶ اهدا شد.
| سال  | بازیگر فیلم                                   | نامزد |
| ---- | --------------------------------------------- | --- |
| ۱۹۹۲ | کیانو ریوز – نقطه شکست در نقش جانی یوتا       | کوین کاستنر - رابین هود: شاهزاده دزدان در نقش رابین هود کریستین اسلیتر - کافس در نقش جرج کافس پاتریک سوویزی - نقطه شکست در نقش بودی ژان-کلود ون دام - ضربه دوجانبه در نقش چاد واگنر/الکس واگنر |
| ۱۹۹۳ | کریستین اسلیتر – قلب رام‌نشده در نقش آدام      | کوین کاستنر - بادیگارد در نقش فرانک فارمر تام کروز - چند مرد خوب در نقش دنی کافی مل گیبسون - اسلحه مرگبار ۳ در نقش مارتین ریگز ژان-کلود ون دام - راهی برای فرار نیست در نقش سم گیلن            |
| ۱۹۹۴ | ویلیام بالدوین – آسمان‌خراش در نقش زیک هاوکینز | تام کروز - شرکت در نقش میچ مک‌دیِر وال کیلمر - توم‌استون در نقش داک هالیدی ژان-کلود ون دام - هدف سخت در نقش چانس بودرو دنزل واشنگتن - پرونده پلیکان در نقش گری گرانتهام                           |
| ۱۹۹۵ | برد پیت – مصاحبه با خون‌آشام در نقش لویی       | تام کروز - مصاحبه با خون‌آشام در نقش لستات اندی گارسیا - وقتی که مردی زنی را دوست دارد در نقش مایکل گرین کیانو ریوز - سرعت در نقش جک تراون کریستین اسلیتر - مصاحبه با خون‌آشام در نقش دنیل مولوی |
| ۱۹۹۶ | برد پیت – هفت در نقش دیوید میلز               | آنتونیو باندراس - دسپرادو در نقش ال ماریاچی مل گیبسون - شجاع‌دل در نقش ویلیام والاس وال کیلمر - بتمن برای همیشه در نقش بروس وین/بتمن کیانو ریوز - راه رفتن روی ابرها در نقش پاول ساتن           |